# Rivière Pokotciminikew
Rivière Pokotciminikew är ett vattendrag i Kanada.   Det ligger i provinsen Québec, i den östra delen av landet, 400 km norr om huvudstaden Ottawa. Rivière Pokotciminikew ligger vid sjöarna  Lac Kikikwapiskok och Lac Piresiw.
Trakten runt Rivière Pokotciminikew är nära nog obefolkad, med mindre än två invånare per kvadratkilometer.